# Laobian
Laobian är ett stadsdistrikt i Yingkou i Liaoning-provinsen i nordöstra Kina.